# S 25 Berlin
Le  S 25 Berlin, nom donné à partir de septembre 2017, au BIG 25 Berlin, est une épreuve de course à pied de 25 kilomètres se déroulant tous les ans, en mai, dans les rues de Berlin, en Allemagne.

## Historique
Elle est créée en 1981 par les Forces françaises à Berlin, basées à Berlin-Ouest, sous le nom de « 25 km de Berlin »,.
C'était la première fois qu'une course sur route était autorisée à Berlin et c'était la première grande course en ville d'Allemagne. L’idée du major français Bride était d’organiser une course urbaine de 25 km à travers Berlin. Les 20 km de Paris à Versailles ont servi de modèle à l’événement de Berlin. La prérogative étant celle des forces alliées à Berlin-Ouest, la police n'avait donc aucun moyen d'arrêter la course à travers la ville. L'organisation était une opération à grande échelle non seulement pour le major Bride et les institutions coorganisatrices Landessportbund Berlin (LSB) et l'association d'athlétisme de Berlin (BLV), mais également pour la police.
Les « 25 km de Berlin » est devenu un succès largement reconnu et a ouvert la voie aux courses urbaines à Berlin. La même année, le parcours du marathon de Berlin traversa la ville pour la première fois.
3 250 participants ont pris le départ de la première édition en 1981. Au cours des 10 premières années, les soldats des forces alliées occidentales formèrent un groupe important dans le bassin croissant de participants. En 1984, il y avait 7 583 coureurs, en 1986, 10 063. Le plus grand nombre de participants a été enregistré en 1990 six mois après la chute du Mur de Berlin, 14 300 coureurs du monde entier ont parcouru la ville. Au cours des années suivantes, le nombre de participants à cet événement momentanément plus important de cette catégorie en Allemagne a considérablement diminué.
En 2018, date de la première course sous le nom de S 25 Berlin, en plus d’un semi-marathon, la compétition comporte une course de 10 km, un relais de 5 × 5 km et une piste pour enfants de 1,2 km. Environ 12 500 participants se sont inscrits, chiffre record depuis 1990.

## Parcours
Le départ et l'arrivée ont lieu au stade olympique de Berlin.

## Faits marquants
En date de 2012, six records du monde du 25 km y ont été établis, le dernier par le Kényan Dennis Kimetto en 2012 en 1 h 11 min 18 s

## Vainqueurs
| Édition | Année | Hommes                        | Temps           | Femmes                | Temps           |
| ------- | ----- | ----------------------------- | --------------- | --------------------- | --------------- |
| 1       | 1981  | Mehmet Yurdadön Mehmet Terzi  | 1 h 16 min 59 s | Joëlle Audibert       | 1 h 36 min 35 s |
| 2       | 1982  | Radhouane Bouster             | 1 h 15 min 48 s | Patricia Deneuville   | 1 h 32 min 33 s |
| 3       | 1983  | Ahmet Altun                   | 1 h 16 min 23 s | Christa Vahlensieck   | 1 h 27 min 28 s |
| 4       | 1984  | Pierre Lévisse                | 1 h 15 min 11 s | Joëlle De Brouwer     | 1 h 24 min 06 s |
| 5       | 1985  | Dominique Chauvelier          | 1 h 16 min 30 s | Christa Vahlensieck   | 1 h 26 min 44 s |
| 6       | 1986  | Ralf Salzmann Herbert Steffny | 1 h 14 min 33 s | Kerstin Pressler      | 1 h 26 min 22 s |
| 7       | 1987  | Markus Ryffel                 | 1 h 15 min 04 s | Kerstin Pressler      | 1 h 26 min 18 s |
| 8       | 1988  | Bertrand Itsweire             | 1 h 16 min 11 s | Ludmila Melicherová   | 1 h 27 min 00 s |
| 9       | 1989  | David Clarke                  | 1 h 15 min 07 s | Rosa Mota             | 1 h 25 min 46 s |
| 10      | 1990  | Alfredo Shahanga              | 1 h 15 min 09 s | Márcia Narloch        | 1 h 27 min 20 s |
| 11      | 1991  | Ivan Uvizl                    | 1 h 15 min 28 s | Katrin Wessel         | 1 h 26 min 48 s |
| 12      | 1992  | Rainer Wachenbrunner          | 1 h 15 min 21 s | Katrin Wessel         | 1 h 24 min 41 s |
| 13      | 1993  | Tendai Chimusasa              | 1 h 14 min 25 s | Lyudmila Matveyeva    | 1 h 29 min 04 s |
| 14      | 1994  | Tendai Chimusasa              | 1 h 14 min 45 s | Alena Peterková       | 1 h 25 min 46 s |
| 15      | 1995  | Elijah Lagat                  | 1 h 16 min 16 s | Alena Peterková       | 1 h 25 min 51 s |
| 16      | 1996  | William Musyoki               | 1 h 15 min 32 s | Nadezhda Ilyina       | 1 h 28 min 25 s |
| 17      | 1997  | Kenneth Cheruiyot             | 1 h 13 min 58 s | Lornah Kiplagat       | 1 h 24 min 39 s |
| 18      | 1998  | Isaac Chemobo Kipkoech        | 1 h 14 min 16 s | Lornah Kiplagat       | 1 h 26 min 15 s |
| 19      | 1999  | Samson Kandie                 | 1 h 15 min 40 s | Susan Chepkemei       | 1 h 24 min 29 s |
| 20      | 2000  | Róbert Štefko                 | 1 h 15 min 30 s | Madina Biktagirova    | 1 h 26 min 01 s |
| 21      | 2001  | Rodgers Rop                   | 1 h 13 min 44 s | Magdalena Chemjor     | 1 h 25 min 11 s |
| 22      | 2002  | Rodgers Rop                   | 1 h 15 min 48 s | Magdalena Chemjor     | 1 h 26 min 15 s |
| 23      | 2003  | Jason Mbote                   | 1 h 15 min 07 s | Caroline Kwambai      | 1 h 24 min 50 s |
| 24      | 2004  | Paul Malakwen Kosgei          | 1 h 12 min 45 s | Christine Chepkonga   | 1 h 25 min 34 s |
| 25      | 2005  | Luke Kibet                    | 1 h 13 min 51 s | Rose Cheruiyot Kosgei | 1 h 24 min 46 s |
| 26      | 2006  | Patrick Makau Musyoki         | 1 h 14 min 08 s | Peninah Arusei        | 1 h 26 min 25 s |
| 27      | 2007  | Patrick Makau Musyoki         | 1 h 14 min 22 s | Filomena Chepchirchir | 1 h 25 min 38 s |
| 28      | 2008  | Samuel Karanja Karuku         | 1 h 13 min 50 s | Peninah Arusei        | 1 h 24 min 10 s |
| 29      | 2009  | Mathew Kipchirchir Koech      | 1 h 13 min 24 s | Peninah Arusei        | 1 h 22 min 31 s |
| 30      | 2010  | Samuel Kiplimo Kosgei         | 1 h 11 min 50 s | Mary Keitany          | 1 h 19 min 53 s |
| 31      | 2011  | Mathew Kipkoech Kisorio       | 1 h 12 min 13 s | Filomena Chepchirchir | 1 h 23 min 22 s |
| 32      | 2012  | Dennis Kipruto Kimetto        | 1 h 11 min 18 s | Caroline Chepkwony    | 1 h 22 min 56 s |
| 33      | 2013  | Richard Sigei                 | 1 h 13 min 34 s | Lucy Wangui Kabuu     | 1 h 21 min 37 s |
| 34      | 2014  | Abraham Cheroben              | 1 h 11 min 47 s | Janet Rono            | 1 h 24 min 37 s |
| 35      | 2015  | Abraham Cheroben              | 1 h 12 min 31 s | Sutume Kebede         | 1 h 21 min 55 s |
| 36      | 2016  | Benard Kiplangat              | 1 h 15 min 51 s | Viola Jelagat         | 1 h 26 min 00 s |
| 37      | 2017  | Mustapha El Ouartassy         | 1 h 23 min 12 s | Lonah Chemtai Korlima | 1 h 28 min 46 s |

 Record de l'épreuve